# Robert McDouall
O major-general Robert McDouall, OB (março de 1774 – 15 de novembro de 1848) foi um oficial escocês no Exército Britânico, que participous das Guerras Napoleônicas e  Guerra Anglo-Americana de 1812. Ele é mais conhecido por servir como o comandante do Forte Mackinac em Michigan (EUA) de 1814 até o final da Guerra de 1812.

## Primeiros anos e carreira
Robert nasceu em Stranraer, na Escócia, onde seu pai era um magistrado. Ele foi educado na Escola Felsted, e seu pai e seu tio o colocaram em um negócio em Londres, esperando que ele se tornasse um comerciante. Em vez disso, em 1797, ele comprou uma comissão no 8º Regimento do Pé (do Rei) . Ele serviu sob o regimento, na campanha egípcia em 1801, e como capitão na Batalha de Copenhague (1807) e na invasão da Martinica (1809) .

## Serviço no Canadá
O 1º Batalhão do 8º Pé foi enviado para o Canadá em 1810. Dois anos depois, a guerra estourou entre a Grã-Bretanha e os Estados Unidos. McDouall foi nomeado assessor de campo do governador geral do Canadá, tenente-general Sir George Prevost .
Em 24 de junho de 1813, ele foi nomeado major da Infantaria Ligeira de Glengarry, uma unidade escocesa criada no Canadá. Ele foi enviado para a Grã-Bretanha com despachos, foi feito um brevet tenente-coronel no Exército em 29 de julho e retornou ao Canadá.

## Ilha Mackinac
McDouall foi nomeado Comandante do posto na Ilha Mackinac . A ilha era um importante entreposto comercial americano no Lago Huron . Fora capturado pelos ingleses e indianos de surpresa no início da guerra, induzindo assim muitos mais indianos a se aliarem à Grã-Bretanha. Em 1813, os americanos haviam vencido a Batalha do Lago Erie, que isolara a ilha do abastecimento pelo lago Erie .
McDouall e um grupo de soldados da Royal Newfoundland Fencibles, viajantes e artesãos viajaram para o norte nas no inverno de York, a capital da província do Canadá Superior, até o rio Nottawasaga, onde construíram batteaux. (Glengarry Landing, no rio Nottawasaga, onde McDouall supervisionou a construção da flotilha, foi designado como Patrimônio Histórico Nacional do Canadá em 1923. ) Quando o rio descongelou na primavera, eles navegaram e remou o comprimento de Baía da Geórgia e do Lago Huron para chegar a Mackinac com suprimentos vitais. McDouall assumiu o cargo de comandante e começou a melhorar as defesas da ilha.
As responsabilidades de McDouall cobriam uma área geográfica muito grande. Pouco depois de sua chegada, soube que os americanos haviam capturado o posto de Prairie du Chien, ameaçando a fidelidade de alguns dos povos primários. Ele enviou uma expedição sob o comando de William McKay, que conseguiu recapturar a Prairie du Chien, embora reduzisse sua própria força.
Uma expedição americana para a recaptura da Ilha Mackinac, composta por cinco navios de guerra com 700 soldados, apareceu na ilha em 26 de julho de 1814. As defesas de McDouall resistiram a um bombardeio americano e na Batalha de Mackinac Island, indígenas com algumas tropas de McDouall derrotaram um americano aterragem e infligida perda pesada. Os americanos então tentaram matar a guarnição com um bloqueio, mas no Noivado no Lago Huron, os navios bloqueadores foram capturados, assegurando o controle britânico sobre toda a região pelo restante da guerra.
A guerra terminou em 1815. McDouall lamentou publicamente que o Tratado de Ghent restaurasse a ilha de Mackinac para a América. Ele permaneceu comandante do posto na vizinha Drummond Island, e das forças britânicas restantes na área, até sair para casa em junho de 1816.

## Últimos anos de carreira
Apesar de seu registro, McDouall nunca mais servu ativamente, embora tenha sido nomeado Companheiro da Ordem do Banho em fevereiro de 1817 e promovido coronel em julho de 1830 e major general em novembro de 1841. Ele passou o resto de sua vida com meia-aposentadoria em Stranraer. Ele nunca se casou e dedicou muito tempo e dinheiro à Igreja Livre da Escócia .